# Francisco de Haro

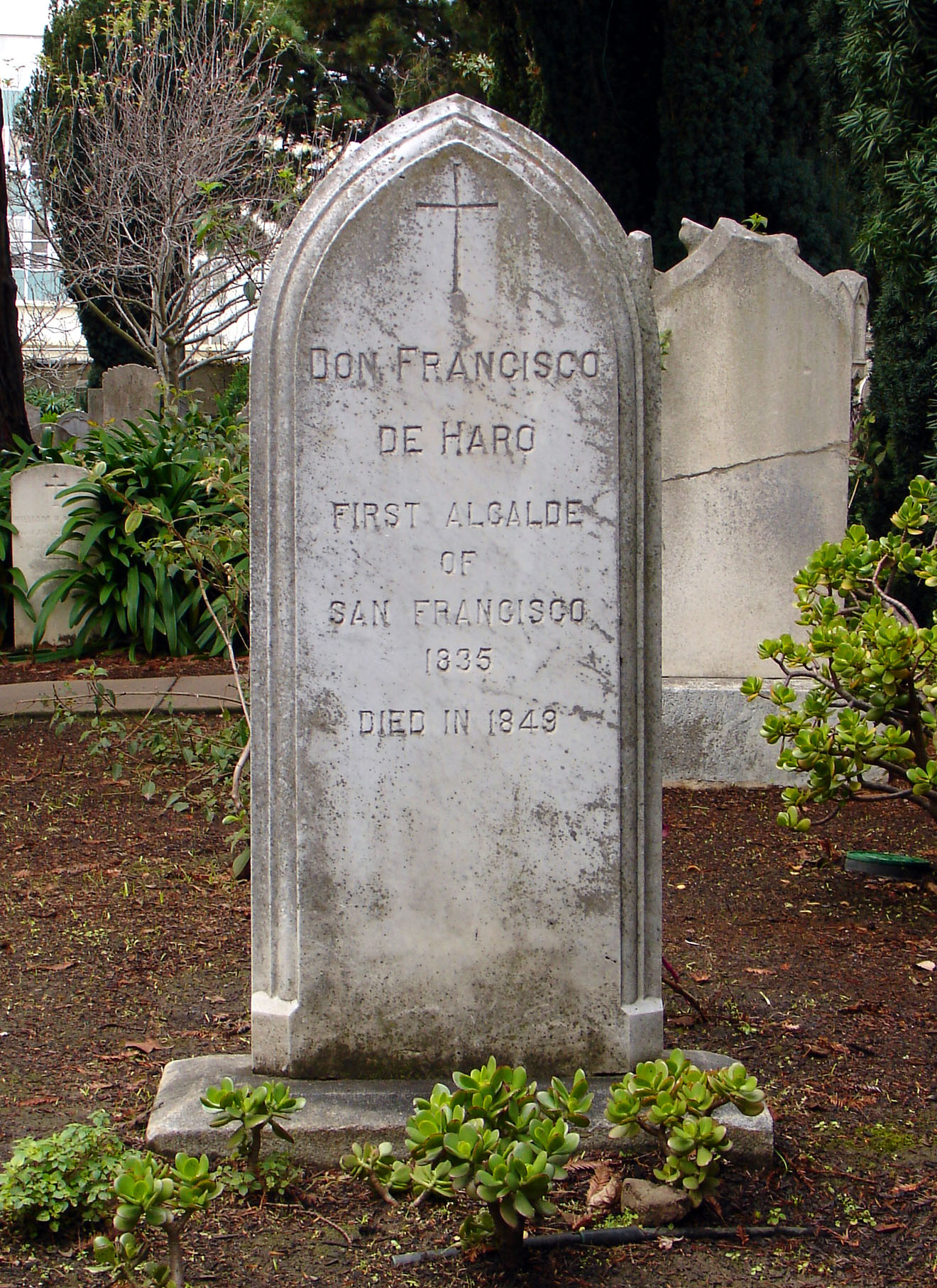
Grób Francisco de Haro na Cmentarzu Misji Dolores w San Francisco

Francisco de Haro (ur. 1792, zm. 28 listopada 1849) – Meksykanin, a następnie obywatel amerykański, pierwszy alkad miasta Yerba Buena (późniejsze San Francisco), mianowany na tę funkcję po raz pierwszy w 1834 przez 11 elektorów wybranych w wyborach bezpośrednich.
De Haro do San Francisco przybył w 1819 roku, jako podporucznik piechoty. Brał udział w wielu ekspedycjach wojskowych, a w latach 1822-1823 był sekretarzem nowosformowanego poselstwa tych terenów.
Podczas swojej pierwszej kadencji, razem z Williamem Richardsonem wytyczył plan ulic pod rozwijające się miasteczko. Ponownie służył jako piąty z kolei alkad w latach 1838-1839, gdy miasteczko znalazło się pod wpływami meksykańskimi. W 1839 zarządził spis statystyczny osady, przeprowadzony przez kapitana Jeana Viogeta. De Haro automatycznie z innymi mieszkańcami Kalifornii uzyskał obywatelstwo amerykańskie, gdy stan został włączony w skład USA po wygranej przez nie wojnie amerykańsko-meksykańskiej. W roku 1846, podczas pierwszych wyborów na burmistrza pod administracją amerykańską, został razem z trzema innymi obywatelami wybrany mężem zaufania nadzorującym wybory.
Francisco de Haro był właścicielem rancza Galindo, obejmującego teren jeziora Merced w obecnym południowo-zachodnim San Francisco oraz część hrabstwa San Mateo, które nabył za sto sztuk bydła i 25$ od rządu meksykańskiego w 1837. Ożenił się z Emilianą (Milianą) Sánchez; siostrą Francisco Sancheza i José de la Cruz Sáncheza, którzy w kolejnych latach także sprawowali funkcję alkadów San Francisco. Ojciec bliźniaków Francisca i Ramona zastrzelonych podczas wojny amerykańsko-meksykańskiej przez Kita Carsona na rozkaz Johna C. Frémonta, który nie chciał brać jeńców.
Francisco de Haro jest pochowany na cmentarzu Misji Dolores w San Francisco. Jego imię nosi jedna z ulic tego miasta.